# My Little Pony: Venskab er ren magi
 Der er for få eller ingen kildehenvisninger i denne artikel, hvilket er et problem. Du kan hjælpe ved at angive troværdige kilder til de påstande, som fremføres i artiklen.

My Little Pony: Venskab er ren magi (Engelsk: My Little Pony: Friendship Is Magic) er en canadisk tegnefilmsserie bygget på legetøj fra Hasbro og er den 4. generation af My Little Pony serien. Seriens første sæson havde premiere 10. oktober 2010 på den amerikanske TV-kanal "The Hub". Seriens finale havde premiere den 12. oktober 2019. Serien blev første gang sendt i Danmark på TV-kanalen Boomerang den 26. september 2011.
Animatoren Lauren Faust, som har arbejdet på serier som Powerpuff Pigerne og Fosters hjem for fantasivenner, var ansvarlig for karakterdesign og stil i serien.

## Handling
Serien følger enhjørningen Twilight Sparkle, som er en ung pony, der studerer magi og er lærling hos prinsesse Celestia, der regerer over landet Equestria. Prinsesse Celestia har bedt Twilight Sparkle om at finde nogle venner og sender hende til Ponyville, hvor hun møder resten af seriens hovedpersoner.
Episoderne indeholder for det meste små korte historier, som ofte har en eller flere af ponyerne i fokus. Som afslutning på episoderne sker det ofte, at Twilight Sparkle har lært en morale, som hun skriver til prinsesse Celestia om i en "Venskabsrapport".

## Serieoversigt
| Sæson | Sæson           | Afsnit          | Oprindelig sendt  | Oprindelig sendt  | Netværk             |
| Sæson | Sæson           | Afsnit          | Start             | Slut              | Netværk             |
| ----- | --------------- | --------------- | ----------------- | ----------------- | ------------------- |
|       | 1               | 26              |                   |                   | The Hub/Hub Network |
|       | 2               | 26              |                   |                   | The Hub/Hub Network |
|       | 3               | 13              |                   |                   | The Hub/Hub Network |
|       | 4               | 26              |                   |                   | The Hub/Hub Network |
|       | 5               | 26              |                   |                   | Discovery Family    |
|       | 6               | 26              |                   |                   | Discovery Family    |
|       | 7               | 26              |                   |                   | Discovery Family    |
|       | Film            | Film            | 6. oktober, 2017  | 6. oktober, 2017  | —                   |
|       | 8               | 26              |                   |                   | Discovery Family    |
|       | Holiday Special | Holiday Special | 27. oktober, 2018 | 27. oktober, 2018 | Discovery Family    |
|       | 9               | 26              |                   |                   | Discovery Family    |
|       | Special         | Special         | 29. juni, 2019    | 29. juni, 2019    | Discovery Family    |

## Karakterer

### Hovedpersoner
- Twilight Sparkle er en bogorm. Hendes mor hedder Twilight Velvet og en bror der hedder Shining Armor. Twillight Sparkle er en lyselilla "Alicorn", pegasus og enhjørning, med mørkelilla man og hale som begge er stribet med lyserøde striber. Hendes "Cutie Mark" er en stjerne. Hun bliver prinsesse i slutningen af sæson 3. Twilight Sparkle repræsenterer Magi.
- Pinkie Pie er den første pony, der bliver introduceret efter Twilight Sparkle. Hun er meget hyperaktiv, glad og elsker at feste. Pinkie Pie er en lyserød pony med krøllet pink man og hale. Hendes "Cutie Mark" er tre balloner. Pinkie Pie har en babyalligator ved navn Gummy. Hun skulle have været en hvid pegasus med gul manke, og hendes navn skulle have været Surprise.[2] Pinkie Pie repræsenterer Latter.
- Applejack er en typisk bondepige, som arbejder på hendes familiens æbleplantage. Hun er en orange pony med lys manke og hale og en cowboyhat. Hendes "Cutie Mark" er tre æbler. Apple Jack er lidt drenget, og har det af og til svært ved at enes med de meget feminine. Hun bliver også kaldt AJ. Appeljack har to søskende – lillesøsteren Applebloom og storebroderen Big Macintosh. Apple Jack har hunden Winona. Applejack repræsenterer Ærlighed.
- Rainbow Dash er en pegasus. Hun elsker at flyve, er lidt af en fartdjævel og meget konkurrencebevidst. Hun er altid på farten og er den mest drengede af hovedpersonerne. Hun har tendens til at være arrogant og overlegen. Hendes største drøm er at være med på pegasusflyveeliteholdet 'The Wonderbolts'. Hun har blå pels og regnbuefarvet man og hale. Hendes "Cutie Mark" er en himmel med et regnbuefarvet lyn. I sæson 2 får hun skildpadden Tank. Rainbow Dash repræsenterer Loyalitet.
- Fluttershy er en meget stille og genert pegasus. Hun er meget beskeden og holder sig tilbage. Hun kan snakke med alle dyrene i skoven, hvor hun bor i et stort træ. På trods af at hun er en pegasus og har vinger, bryder hun sig ikke så meget om at flyve, og holder sig helst på jorden. Fluttershy er en gul pegasus med lyserød man og hale. Hendes "Cutie Mark" er tre lyserøde sommerfugle. Hendes design er inspireret af ponyen 'Posey' fra en tidligere generation, G1, af My Little Pony serien.[3] Fluttershy har en kanin ved navn Angel, som er meget kræsen. Fluttershy repræsenterer Venlighed.
- Rarity er en meget modebevidst enhjørning, som har sit eget skrædderi. Hun har tendens til at være snobbet og overfladisk, men har hjertet på rette sted. Da hun er en enhjørning, har hun magiske kræfter, som hun bruger til at sy tøj. Hun bor sammen med lillesøsteren Sweetie Bell. Hun har desuden en hvid perserkat, Opalescence (kaldet Opal). Rarity har hvid pels, slangekrøllet lilla man og hale. Hendes "Cutie Mark" er tre blå ædelsten, da hun har et talent for at finde ædelsten. Rarity repræsenterer Generøsitet.

- Spike er Twilights hjælper. Han er en lilla og grøn babydrage, som Twilight selv hjalp med at udklække fra sit æg under en optagelsesprøve på magiskolen i Canterlot. Han holder styr på alle Twilights bøger, og sørger for at der er orden i sagerne. Han er forelsket i Rarity, hvilket de fleste ponyer er godt klar over. Han er også ansvarlig for at sende Twilights beskeder tilbage til prinsesse Celestia.

### Mindre karakterer
- Scootaloo en orange pegasus med lilla man, og er medlem af 'the Cutie Mark Crusaders'. Hun er Rainbow Dash's største fan. Hun er en pegasus, men kan dog ikke flyve helt endnu. Til gengæld er hun meget dygtig til at køre på løbehjul, da hun får fremdrift af sine vinger når hun kører på det.
- Apple Bloom er lillesøster til Apple Jack og medlem af 'The Cutie Mark Crusaders'. Apple Bloom er en gul pony med en mørkepink man og hale. Hun har altid en stor lyserød sløjfe i manen.
- Sweetie Belle er Raritys lillesøster, og medlem af 'The Cutie Mark Crusaders'. Sweetie Belle er en hvid enhjørning med krøllet, lyserød, lilla og hvid man.
- Zecora er en mystisk zebra, der bor i Everfree Skoven og udøver afrikansk inspireret voodoo. Hun har hanekam og går med mange tunge guldsmykker. Desuden adskiller hendes øjenform sig fra de andre ponyers. Før Twilight Sparkle kom til Ponyville var de andre ponyer i byen meget bange for Zecora.
- Derpy er en grå pegasus med gul man og hale. Hun er en meget populær figur, på trods af det at hun originalt bare optrådte som en baggrundsfigur. Hvad der gjorde hende populær var, at animatorerne havde overset, at hendes ene øje sad skævt i forhold til det andet. Den lille fejl lagde seere hurtigt mærke til og gav derfor ponyen kælenavnet 'Derpy Hooves'. Siden da har animatorerne valgt at lave fejlen til et officielt del af hendes design. Hun optræder fra tid til anden i løbet af serien, og havde en officiel talerolle i episoden "The Last Roundup". Hun går også under navnet "Ditzy Doo"
- Prinsesse Luna/Nightmare Moon er søster til prinsesse Celestia. Luna var ansvarlig for Månen, mens søsteren Celestia styrede Solen. En nat ville Luna dog ikke lade månen gå ned, hvilket endte med, at hun blev forvist og indespærret i månen i 1000 år. Prinsesse Luna er en mørkeblå 'alicorn' med mane og hale der ligner nattehimlen. Hendes "Cutie Mark" er en aftagene måne.
- Prinsesse Celestia er søster til prinsesse Luna og er Twilight Sparkeles mentor. Hun er en hvid 'alicorn' med blå, lilla, lyserød og grøn mane og hale. Hun er iført en gylden krone og halskæde, som begge har en lilla juvel i midten. Hendes "Cutie Mark" er en sol.

## Stemmer
| Hovedstemmeskuespillere på engelsk | Hovedstemmeskuespillere på engelsk | Hovedstemmeskuespillere på engelsk | Hovedstemmeskuespillere på engelsk         | Hovedstemmeskuespillere på engelsk | Hovedstemmeskuespillere på engelsk  | Hovedstemmeskuespillere på engelsk                  | Hovedstemmeskuespillere på engelsk | Hovedstemmeskuespillere på engelsk |
| ---------------------------------- | ---------------------------------- | ---------------------------------- | ------------------------------------------ | ---------------------------------- | ----------------------------------- | --------------------------------------------------- | ---------------------------------- | ---------------------------------- |
| Tara Strong                        | Ashleigh Ball                      | Andrea Libman                      | Tabitha St. Germain                        | Cathy Weseluck                     | Nicole Oliver                       | Michelle Creber                                     | Madeleine Peters                   | Claire Corlett                     |
| Tara Strong                        | Ashleigh Ball                      | Andrea Libman                      | Tabitha St. Germain                        | Cathy Weseluck                     | Nicole Oliver                       | Michelle Creber                                     | Madeleine Peters                   | Claire Corlett                     |
| Twilight Sparkle                   | Applejack, Rainbow Dash, andre     | Pinkie Pie, Fluttershy, andre      | Rarity, Princess Luna, Granny Smith, andre | Spike, Mayor Mare, andre           | Princess Celestia, Cheerilee, andre | Apple Bloom, Sweetie Belle (sangstemme, sæsons 1–3) | Scootaloo                          | Sweetie Belle                      |

### Danske stemmer
- Annevig Schelde Ebbe – Rainbow Dash og Applebloom
- Clara Oxholm – Fluttershy
- Emily Holst White - Twillight Sparkle (sæson 1-2)
- Estrid Bøttiger – Scootaloo
- Karoline Munksnæs – Twilight Sparkle
- Katrine Iven Strømsted – Fluttershy (sæson 2-5)
- Maja Iven Ulstrup – Rarity (sæson 2-5)
- Michael Elo – Discord/Splid
- Nicole Salmansen – Rarity (sæson 1)
- Nina Aller Christrup – Spike
- Pauline V. Nissen
- Puk Scharbau – Celestia (Sæson 3)
- Sara Poulsen – Pinkie Pie, Starlight Glimmer, Fluttershy sangstemme (sæson 4)
- Silan Maria Budak Rasch – Twilight Sparkle (pilot)
- Sonny Lahey – Big Machintosh samt mindre karakterer
- Trine Glud – Applejack
- Vibeke Dueholm – Celestia (Sæson 1-2, 4-5)
- Özlem Saglanmak – Sweetiebelle

## Episoder
| Sæson | Sæson | Episoder | Original sendetid   | Original sendetid  | Sæson-DVD udgivelsesdato | Sæson-DVD udgivelsesdato | Sæson-DVD udgivelsesdato |
| Sæson | Sæson | Episoder | Sæsonpremiere       | Sæsonfinale        | Region 1                 | Region 2                 | Region 4                 |
| ----- | ----- | -------- | ------------------- | ------------------ | ------------------------ | ------------------------ | ------------------------ |
|       | 1     | 26       | 10. oktober, 2010   | 6. maj, 2011       | 4. december, 2012        | TBA                      | TBA                      |
|       | 2     | 26       | 17. september, 2011 | 21. april, 2012    | 14. maj, 2013            | TBA                      | TBA                      |
|       | 3     | 13       | 10. november, 2012  | 16. februar, 2013  | 4. februar, 2014         | TBA                      | TBA                      |
|       | 4     | 26       | 23. november, 2013  | 10. maj, 2014      | TBA                      | TBA                      | TBA                      |
|       | 5     | 26       | 4. april, 2015      | 28. November, 2015 | TBA                      | TBA                      | TBA                      |
|       | 6     | 26       | 26. marts, 2016     | 22. oktober, 2016  | TBA                      | TBA                      | TBA                      |
|       | 7     | 26       | 15. april, 2017     | 28. oktober, 2017  | TBA                      | TBA                      | TBA                      |
|       | 8     | 26       | 24. marts, 2018     | 13. oktober, 2018  | TBA                      | TBA                      | TBA                      |
|       | 9     | 26       | 6. april, 2019      | 12. oktober 2019   | TBA                      | TBA                      | TBA                      |

## Internet fandom og popularitet
På trods af seriens yngre og kvindelige målgruppe stammer en stor del af seriens popularitet fra internet forummet 4chans tegneserie, /co/, board. I 2011 blev boardet oversvømmet af såkaldte 'pony tråde', hvor brugere diskuterede serien. I dag bliver disse ældre, typisk mandlige, fans kaldt for 'bronies', som er et portmanteau af "bro" og "pony".
I takt med seriens stigende popularitet blandt voksne steg mængden af pornografiske og seksualiserede fremstillinger, ofte tegninger, af seriens karakterer også. Dette element har draget meget kritik, da det ikke er svært for børn at snuble over disse tegninger.